# Everingen
Everingen este o comună din landul Saxonia-Anhalt, Germania.